# Delta (datorspel)
Delta är ett datorspel i shoot 'em up-genren gjort av Thalamus Ltd 1987 för Commodore 64. I spelet styr spelaren ett rymdskepp i en sidoscrollande miljö. Delta programmerades av Stavros Fasoulas och musiken gjordes av Rob Hubbard.